# Taubenturm Château Chesnel

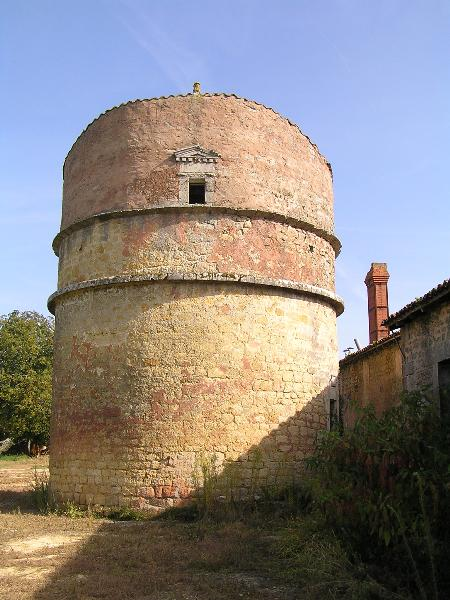
Taubenturm in Cherves-Richemont

Der Taubenturm (französisch colombier oder pigeonnier) des Château Chesnel in Val-de-Cognac, einer französischen Gemeinde im Département Charente in der Region Nouvelle-Aquitaine, wurde 1505 errichtet. Der Taubenturm aus Bruchstein hat ein provisorisches Dach, da das ursprüngliche Dach bei einem Brand zerstört wurde.
Im Tal des Flusses Antenne ist ein Circuit des pigeonniers de la vallée de l'Antenne (Rundweg der Taubentürme im Tal der Antenne) ausgeschildert.